# Konstantin von Trauttenberg
Konstantin von Trauttenberg (Opava, 17 settembre 1841 – Roma, 26 aprile 1914) è stato un diplomatico e nobile austriaco.

## Biografia

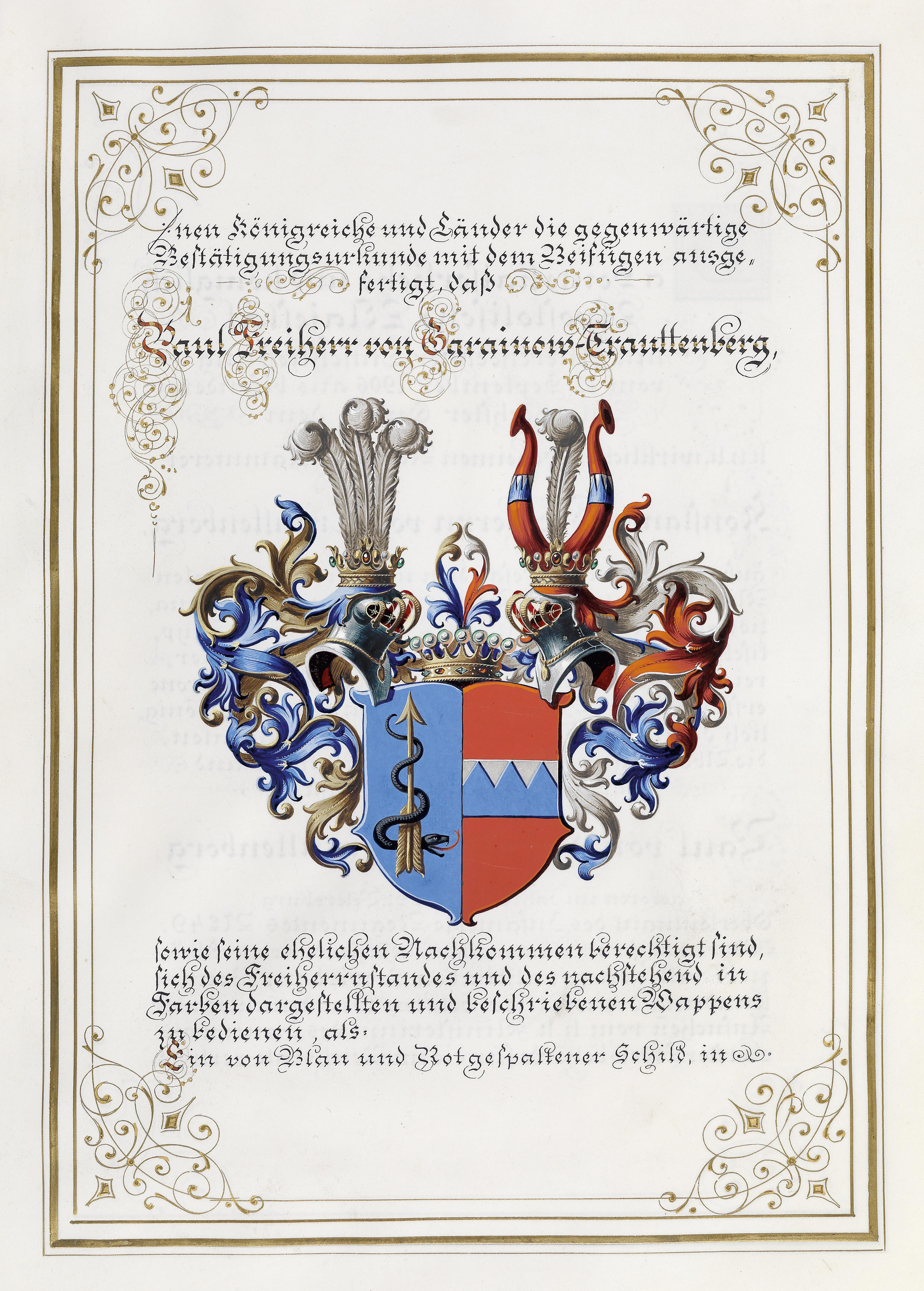
Stemma composto dalle armi dei Garainow e dei Trauttenberg, assegnato a Paul, figlio adottivo di Konstantin von Trauttenberg, nel 1907

Membro della nobile famiglia dei von Trauttenberg che vantava possedimenti in Boemia, Konstantin era il primogenito dei figli del barone Josef Leopold von Trauttenberg (1804-1890), impiegato negli uffici statali di Moravia e Slesia, e di sua moglie, Mathilde von Cappy (1810-1887).
Dopo il liceo classico, studiò all'Accademia Orientale di Vienna e dal 1862 entrò nel servizio diplomatico austriaco. Ricoprì dapprima una serie di incarichi di secondaria importanza presso le legazioni di Istanbul, Dresda, Roma e Berlino e dal 1880 anche a San Pietroburgo. Dal 1882 lavorò per un breve periodo per il ministero degli esteri a Vienna e fu direttore dell'Accademia Orientale. Fu poi inviato austro-ungarico in Grecia (1883-1887), Svizzera (1887-1888) e Danimarca (1888-1899). Negli ultimi dieci anni della sua carriera diplomatica fu delegato austro-ungarico al Cairo presso la commissione del debito pubblico egiziano (1899-1909).
Nel 1872 divenne ciambellano imperiale e dal 1895 venne ammesso al consiglio segreto dell'imperatore. Durante la sua permanenza in Russia, sposò la contessa Maria Ushakova nel 1882, ma il loro matrimonio rimase senza figli. Adottò invece il figlio avuto dal primo matrimonio della moglie, Paul, che utilizzò pertanto il cognome Garainow-Trauttenberg.